# 六斎日
六斎日（ろくさいにち）とは、仏教の思想に基づく斎日のひとつ。この斎日は1か月のうち8日・14日・15日・23日・29日・30日の6日で、前半の3日と後半の3日に分け、それぞれの3日を三斎日と称した。
六斎日の歴史は古く、律令制における令にもこの日は殺生を禁じる規定があり、出家したものは布薩説戒を行い、在家のものは八斎戒を守ることとなっていた。

## 六斎市
六斎日にちなんで月に6回行われる定期市を「六斎市」（ろくさいいち）と呼ぶようになった。室町時代ころから行われるようになったといわれ、月に3回行われるものは「三斎市」（さんさいいち）と称される。六斎市が行われる日は、例えば2と8が付く日（2日・12日・22日と8日・18日・28日）など定期的な日に行われた。
応仁の乱後は六斎市が一般化され、当時の荘官や農民たちは、これらの市で農産物を売却して、貨幣を入手した。これにより、それまで年貢として領主におさめられていた農産物の多くが商人の手に渡り、商品として流通するようになった。
岐阜県中津川市では一旦途絶えたが、2011年ごろから、町おこし一環として第1日曜日に「六斎市」として大通りで露天市場を毎月開催している。
千葉県の夷隅・長者地域では、苅谷、御宿、椎木、大原、牛久、茂原、大多喜、長者の8つの六斎市が開催され、毎日いずれかの場所で定期市が開催されている。これらに出店する近隣市町村の店舗は、毎日夷隅・長者地域のいずれかの六斎市に出店したり、勝浦朝市（毎日）と御宿朝市（2と7が付く日に開催）などいくつかの朝市を掛け持って営業を行っている。しかし、出店者の高齢化や生活様式の変化などで夷隅・長者地域の定期市も店舗数が減少して規模が小さくなってきている。